# Šmuc
Šmuc je priimek več znanih Slovencev:
- Andrej Šmuc (*1974), geolog, prof. NTF UL
- Janez Kapistran Šmuc (1831—1897), duhovnik in nabožni pisatelj
- Sonja Šmuc (*1971), ekonomistka,  izvršna direktorica Gospodarske zbornice Slovenije, menedžerka?
- Tomislav Šmuc (*1976), odbojkar
- Vida Šmuc Pirnat (1940—1992), dr. kemije?
- Vojka Šmuc (1923—1944), študentka, politična preganjanka in borka narodnoosvobodilne borbe